# 雷政富
雷政富（1958年7月—），男，汉族，四川长寿（今属重庆）人，中华人民共和国政治人物。中共中央党校函授学院经济管理专业毕业，中央党校函授研究生学历。免职前曾先后担任中共重庆市垫江县县委书记、北碚区区委书记、区长等职务。2012年11月在不雅视频曝光于网络63小时后即被免职。

## 生平
1981年8月参加工作。1984年5月加入中国共产党。早年是四川省长寿县（现重庆市长寿区）称沱中心校初中的民办教师，后转任文教系统公务员，在长寿县担任宣传部长。之后转任江津市副市长，1999年6月到重庆市垫江县任职，并在次年一月担任县长。在其任职县长期间，2000年，垫江开始举办牡丹文化节，垫江县以此招商引资。2000年5月19日，重庆市委“三讲”巡视组对垫江市管干部的综合测评，雷政富被评为“优秀”。至2004年，垫江经济总量达到了重庆市直辖以来的最高增幅。
但据媒体披露，其弟弟雷政奎在其在垫江任职期间，以低价竞拍、包揽工程谋利。垫江县桂东大道、桂西大道、迎宾大道等项目的土石方工程都由雷政奎负责。
2006年12月，雷政富调任重庆市九龙坡区委副书记，三个月后调任北碚区委副书记、区长，归入正厅级干部序列。当时，一名建筑商因经济原因与雷政富产生纠纷。该建筑商安排女子赵红霞与雷政富发生关系，借此要挟雷。2007年正月初一（2月18日）、正月初三（2月20日），二人的性爱行为被录像。事后，雷政富在2009年向时任中共重庆市委书记薄熙来交代不雅视频一事，薄将此事交给王立军处理，最后该建筑商以“私刻公章”的罪名被判监禁一年，赵红霞也被刑拘一个月。此后，重庆市公安局的多个项目选址在北碚区蔡家组团。在北碚区任职期间，雷政富除传统的腊梅文化节之外，还举办都市花园节、宜居北碚节，并大力投入城市绿化。2012年前9个月，北碚区的地方财政收入达26.88亿元，同比增长28.3%，居主城九区第一。

### 不雅视频被揭露
2012年4月10日，薄熙来被中共中央免职。11月20日，新浪微博上开始流传男主角疑似雷政富的不雅视频截图和举报材料，称其包养二奶的言传并经由媒体转载报道。雷政富对媒体回应时称不雅视频是造假的。当天，雷政富打电话给爆料人朱瑞峰，希望能解决此问题，遭到朱的拒绝。
11月21日，中共重庆市纪委表示注意到有关不雅视频内容。11月22日，中共重庆市纪委确认该视频截图并非作假，并将核实视频主角身份。11月23日，中共重庆市纪委表示不雅视频主角确系雷政富本人，同时中共重庆市委决定对雷政富免职并立案调查。当天，举报材料爆料者纪许光受重庆市纪委之邀，前往重庆配合调查，后因担心接待、安全等问题返回北京。11月23日，朱瑞峰称，雷政富不雅视频等贪腐证据的提供者是重庆市公安局的干警。
雷政富执政期间，曾多次在党风廉政、反腐倡廉的会议上发表言论。在雷政富不雅视频曝光后，媒体对其自任中共垫江县委书记、北碚区区委副书记、区长至区委书记时曾经发表过的反腐语录进行了总结与讽刺。
2012年的杭州公务员考试中，将雷政富事件纳入考题内容。
2013年6月28日上午，重庆市第一中级人民法院对雷政富受贿案一审公开宣判，以受贿罪判处雷政富有期徒刑十三年，剥夺政治权利三年，并处没收个人财产30万元。他因对刑期不满而上诉。2013年9月6日，重庆市高级人民法院对雷政富案进行二审公开开庭审理。雷政富及辩护人认为一审判决事实不清、证据不足、定性错误，最终法院未当庭作出宣判。雷氏随后进入重庆市九龙监狱服刑，因其在服刑期间有悔改表现，获3次记功行政奖励，在2016年6月7日，重庆市第五中级人民法院裁定，雷政富获得十个月的减刑，刑期至2025年3月31日止。而在2017年底，狱方再次对雷政富提出减刑。12月26日，重庆市五中院以“赃款未退清”为由，裁定雷政富不予减刑。2018年7月10日，重庆法院公众服务网发布重庆市五中院的《关于罪犯雷政富等2人减刑、假释案件的公示》。根据《公示》，雷政富因获7次表扬被第三次报请减刑，减刑幅度为9个月。2024年1月25日，雷政富刑满释放。